# Amphinemura mockfordi
Amphinemura mockfordi är en bäcksländeart som först beskrevs av William Edwin Ricker 1952.  Amphinemura mockfordi ingår i släktet Amphinemura och familjen kryssbäcksländor. Inga underarter finns listade i Catalogue of Life.